# Medanovići
Medanovići (cyr. Медановићи) – miasto w Czarnogórze, w gminie Bijelo Polje. W 2011 roku liczyło 895 mieszkańców.